# Ulica 1 Maja w Kielcach
Ulica 1 Maja (do 6 września 2012 1-go Maja) – jedna z ulic w Kielcach.

## Przebieg
Ulica zaczyna się na rondzie, do którego dochodzą również ulice: Czarnowska, Okrzei, Paderewskiego oraz Al. IX Wieków Kielc. Później krzyżuje się m.in. z ulicami: Gosiewskiego (węzeł Żelazna), Mielczarskiego, Jagiellońską, Herbską, Pawią, Poprzeczną, Sowią i Częstochowską, Skrajną oraz Batalionów Chłopskich i Hubalczyków (Rondo Stanisława Mikołajczyka). Kończy się skrzyżowaniem z ulicą Łódzką, która jest fragmentem DK74.
Ze względu na bliskie położenie stacji kolejowej Kielce Główne oraz przystanku Kielce Herbskie, ulica przebiega nad linią kolejową nr 8 (Warszawa Zachodnia – Kraków Główny) oraz 61 (Kielce Główne - Fosowskie). 

## Historia
Rok powstania ulicy 1 Maja nie jest znany. Przypuszcza się jednak, że ma ona ponad tysiąc lat.
Dzisiejsza ulica 1 Maja (wraz z ulicą Piotrkowską) była traktem prowadzonym na Kujawy. Na rogu Bodzentyńskiej i 1 Maja (ob. fragment ten to ul. Piotrkowska) powstawała najstarsza część miasta, wraz z Rynkiem. Do końca XIX wieku, ob. ul. 1 Maja była ulicą wylotową z miasta. Później (początek XX wieku) obszar ten zaczął się uprzemysławiać. Wówczas zaczęła ona prowadzić do jednego z najważniejszych przedmieść Kielc – Herbów. W latach 50. XX wieku rozpoczęto budowę wiaduktu nad torami kolejowymi. Spowodowało to zmianę charakterystyki części 1 Maja z miejskiej na tranzytową. W późniejszych latach ul. 1 Maja zaczęła systematycznie tracić status drogi krajowej, zwłaszcza po oddaniu do użytku nowej drogi w północnej części miasta w relacji wschód-zachód – ul. Łódzkiej.
W 2012 roku została zmieniona nazwa ulicy z 1-go Maja na 1 Maja.

## Przebudowy ul. 1 Maja w XXI wieku
We wrześniu 2009 roku ogłoszono projekt na "rozbudowę i przebudowę ul. 1-go Maja, w tym budowa Mostu Herbskiego (po uprzedniej rozbiórce istniejącego), rozbudowa ul. Pawiej i skrzyżowań ul. 1-go Maja z ul.: Herbską, Pawią, Marii Skłodowskiej-Curie i Jagiellońską, a także niezbędna przebudowa i budowa sieci oraz urządzeń infrastruktury technicznej". Wybudowany w ramach tego projektu Most Herbski w marcu 2021 roku otrzymał imię prof. Wacława Różańskiego.
W połowie listopada 2013 roku zakończone zostały jedne z największych prac w historii miasta. Oddano m.in. dwujezdniową 1 Maja, Węzeł Żelazna, dwujezdniową P. Gosiewskiego oraz Rondo im. Gustawa Herlinga-Grudzińskiego. Pozwoliło to na połączenie DK74 (ul. Łódzka i Jesionowa) z DW762 (ul. Żelazna, Armii Krajowej oraz Krakowska). Całkowita wartość inwestycji przekroczyła 200 mln zł.
Planowany jest przetarg na przebudowę kieleckiego fragmentu drogi krajowej nr 74 (w tym ulicy Łódzkiej) do parametrów drogi ekspresowej (S74). Brane pod uwagę były 3 warianty: "mur", "tunel" i "2 tunele", w których (w zależności od wariantu) przewidziane były 2 lub 1 węzeł. Jeden z nich ma się znajdować w miejscu obecnego skrzyżowania ulic Łódzkiej i Hubalczyków. Drugi (tylko w wariancie "mur" oraz "2 tunele") w miejscu obecnego skrzyżowania ulic Łódzkiej, Zagnańskiej i Jesionowej. Ostatecznie wybrano wariant "2 tunele". W ramach tej inwestycji, usunięte zostanie skrzyżowanie ul. 1 Maja z ul. Łódzką oraz wybudowana droga łącząca ul. 1 Maja z ul. Transportowców.  Ogłoszenie przetargu planowane było przed końcem 2021 roku, jednak ostatecznie ogłoszony zostanie prawdopodobnie w 2022 roku. 
W ramach wdrażania systemu Inteligentnego Systemu Transportowego (ITS), lekko wyremontowane zostały m.in. skrzyżowania ulicy 1 Maja z ulicami: Poprzeczną, Częstochowską oraz Jagiellońską. 

## Ważniejsze obiekty na ul. 1 Maja
- Kościół pw. Świętego Krzyża w Kielcach[14]
- III LO im. Cypriana Kamila Norwida
- salon Nissana[a][15]
- salon Citroena[a][16]
- salon Mazdy[a][17]

## Komunikacja miejska
Na ulicy 1 Maja znajduje się 8 przystanków, które obsługiwane są przez 10 linii autobusowych (9, 21, 23, 26, 32, 44, 53, 54, 107 i 112).